# Skärfältens
Skärfältens is een plaats in de gemeente Uppsala in het landschap Uppland en de provincie Uppsala län in Zweden. De plaats heeft 69 inwoners (2005) en een oppervlakte van 16 hectare.